# Torneo Femenino Apertura 2021 (Argentina)
El Torneo Femenino Apertura 2021 fue la 44.° temporada del Campeonato Femenino de Fútbol de Argentina. Lo organizó la Asociación del Fútbol Argentino. Dio comienzo el 27 de marzo y finalizó el 15 de julio.
El campeón del Apertura 2021 San Lorenzo se clasificó automáticamente a la Copa Libertadores Femenina 2021 y jugó la Súper Final contra Boca Juniors, campeón del Clausura 2021.

## Ascensos
| Posición   | Ascendidos del Torneo Reducido de Ascenso 2020 |
| ---------- | ---------------------------------------------- |
| Campeón    | Deportivo Español                              |
| Subcampeón | Comunicaciones                                 |

## Sistema de disputa
Los 19 equipos se dividrán en dos zonas: la Zona A con 9 equipos y la Zona B con 10. En cada zona jugarán una ronda de todos contra todos. Los cuatro primeros equipos de cada zona clasificarán a la Fase Final.
La Fase Final será a partido único en cancha neutral (exceptuando los cuartos de final, en donde los locales serán los equipos clasificados en 1.º y 2.º lugar en su zona). Si al finalizar los 90 minutos reglamentarios el resultado fuera empate, el partido irá a la tanda de penales.
No habrá descensos en este torneo.

### Clasificación a otros torneos
Los 8 equipos que logren pasar a la Fase Final se clasificarán también a la Copa Federal de Fútbol Femenino 2021.
El campeón del Apertura 2021 ganará un cupo a la Copa Libertadores Femenina 2021 y jugará una final contra el campeón del Clausura 2021.

## Equipos participantes
| Equipo                 | Ciudad        | Estadio                                                     |
| ---------------------- | ------------- | ----------------------------------------------------------- |
| Boca Juniors           | Buenos Aires  | Alberto J. Armando Complejo Pedro Pompilio Predio de Ezeiza |
| Comunicaciones         | Buenos Aires  |                                                             |
| Defensores de Belgrano | Buenos Aires  | Juan Pasquale                                               |
| Deportivo Español      | Buenos Aires  | Nueva España                                                |
| El Porvenir            | Gerli         | Gildo Ghersinich                                            |
| Estudiantes            | La Plata      | Country Club                                                |
| Excursionistas         | Buenos Aires  | Excursionistas                                              |
| Gimnasia y Esgrima     | La Plata      | Juan Carmelo Zerillo Estancia Chica                         |
| Huracán                | Buenos Aires  | Roberto Larrosa                                             |
| Independiente          | Avellaneda    | Predio Villa Domínico Libertadores de América               |
| Lanús                  | Lanús Este    | Ciudad de Lanús-Néstor Díaz Pérez Predio de Valentín Alsina |
| Platense               | Vicente López | Ciudad de Vicente López Predio Alejandro Mariani Dolán      |
| Racing Club            | Avellaneda    | Predio Tita Mattiussi                                       |
| River Plate            | Buenos Aires  | Auxiliar del Antonio Vespucio Liberti                       |
| Rosario Central        | Rosario       | Gigante de Arroyito Ciudad Deportiva Adolfo Pablo Boerio    |
| San Lorenzo            | Buenos Aires  | Pedro Bidegain Ciudad Deportiva                             |
| S.A.T.                 | Moreno        | 12 de agosto                                                |
| UAI Urquiza            | Villa Lynch   | Monumental de Villa Lynch                                   |
| Villa San Carlos       | Berisso       | Genacio Sálice                                              |

### Distribución geográfica de los equipos
| Región                 | Cant. | Equipos |
| ---------------------- | ----- | --- |
| Ciudad de Buenos Aires | 8     | Boca Juniors, Comunicaciones, Defensores de Belgrano, Deportivo Español, Excursionistas, Huracán, River Plate y San Lorenzo |
| Conurbano bonaerense   | 7     | El Porvenir, Independiente, Lanús, Platense, Racing Club, S.A.T. y UAI Urquiza                                              |
| Gran La Plata          | 3     | Estudiantes, Gimnasia y Esgrima y Villa San Carlos                                                                          |
| Ciudad de Rosario      | 1     | Rosario Central |

## Fase clasificatoria

### Zona A
| Pos. | Equipo                 | Pts. | PJ | PG | PE | PP | GF | GC | Dif. |
| ---- | ---------------------- | ---- | -- | -- | -- | -- | -- | -- | ---- |
| 01.º | Boca Juniors           | 20   | 8  | 6  | 2  | 0  | 28 | 5  | 23   |
| 02.º | San Lorenzo            | 18   | 8  | 5  | 3  | 0  | 21 | 7  | 14   |
| 03.º | Gimnasia y Esgrima     | 14   | 8  | 4  | 2  | 2  | 18 | 15 | 3    |
| 04.º | El Porvenir            | 14   | 8  | 4  | 2  | 2  | 16 | 19 | −3   |
| 05.º | Deportivo Español      | 11   | 8  | 3  | 2  | 3  | 13 | 15 | −2   |
| 06.º | Racing Club            | 8    | 8  | 2  | 2  | 4  | 20 | 17 | 3    |
| 07.º | Lanús                  | 6    | 8  | 1  | 3  | 4  | 9  | 24 | −15  |
| 08.º | S.A.T.                 | 4    | 8  | 1  | 1  | 6  | 4  | 17 | −13  |
| 09.º | Defensores de Belgrano | 3    | 8  | 0  | 3  | 5  | 6  | 16 | −10  |

|  | Equipos clasificados a la Fase Final. |

### Zona B
| Pos. | Equipo           | Pts. | PJ | PG | PE | PP | GF | GC | Dif. |
| ---- | ---------------- | ---- | -- | -- | -- | -- | -- | -- | ---- |
| 01.º | UAI Urquiza      | 27   | 9  | 9  | 0  | 0  | 31 | 6  | 25   |
| 02.º | River Plate      | 24   | 9  | 8  | 0  | 1  | 45 | 4  | 41   |
| 03.º | Rosario Central  | 15   | 9  | 4  | 3  | 2  | 21 | 12 | 9    |
| 04.º | Independiente    | 14   | 9  | 4  | 2  | 3  | 16 | 10 | 6    |
| 05.º | Platense         | 14   | 9  | 4  | 2  | 3  | 15 | 17 | −2   |
| 06.º | Huracán          | 11   | 9  | 3  | 2  | 4  | 15 | 19 | −4   |
| 07.º | Estudiantes      | 9    | 9  | 2  | 3  | 4  | 12 | 24 | −12  |
| 08.º | Comunicaciones   | 9    | 9  | 3  | 0  | 6  | 13 | 29 | −16  |
| 09.º | Excursionistas   | 6    | 9  | 2  | 0  | 7  | 8  | 31 | −23  |
| 10.º | Villa San Carlos | 0    | 9  | 0  | 0  | 9  | 8  | 32 | −24  |

|  | Equipos clasificados a la Fase Final. |

### Resultados
| Fecha 1          | Fecha 1                                                                                                 | Fecha 1                 | Fecha 1          | Fecha 1     | Fecha 1 |
| Zona A           | Zona A                                                                                                  | Zona A                  | Zona A           | Zona A      | Zona A  |
| Local            | Resultado                                                                                               | Visitante               | Estadio          | Fecha       | Hora    |
| ---------------- | --- | ----------------------- | ---------------- | ----------- | ------- |
| Lanús            | 3 - 3 (enlace roto disponible en Internet Archive; véase el historial, la primera versión y la última). | Gimnasia y Esgrima (LP) | Valentín Alsina  | 27 de marzo | 11:00   |
| Boca Juniors     | 4 - 1                                                                                                   | Defensores de Belgrano  | Pedro Pompilio   | 27 de marzo | 14:00   |
| Racing           | 0 - 1                                                                                                   | Deportivo Español       | Tita Mattiussi   | 27 de marzo | 18:00   |
| El Porvenir      | 2 - 2                                                                                                   | San Lorenzo             | Gildo Ghersinich | 28 de marzo | 11:00   |
| Zona B           | |                         |                  |             |         |
| Local            | Resultado                                                                                               | Visitante               | Estadio          | Fecha       | Hora    |
| UAI Urquiza      | 6 - 1 Archivado el 27 de marzo de 2021 en Wayback Machine.                                              | Villa San Carlos        | Rancho Taxco     | 27 de marzo | 10:00   |
| Excursionistas   | 0 - 12                                                                                                  | River Plate             | Excursionistas   | 27 de marzo | 17:00   |
| Comunicaciones   | 0 - 3                                                                                                   | Independiente           | Auxiliar         | 28 de marzo | 11:00   |
| Estudiantes (LP) | 1 - 1                                                                                                   | Platense                | Country Club     | 28 de marzo | 15:00   |
| Rosario Central  | 2 - 0                                                                                                   | Huracán                 | Ciudad Deportiva | 28 de marzo | 15:30   |
| Libre: S.A.T.    | |                         |                  |             |         |

| Fecha 2                | Fecha 2   | Fecha 2                 | Fecha 2        | Fecha 2    | Fecha 2 |
| Zona A                 | Zona A    | Zona A                  | Zona A         | Zona A     | Zona A  |
| Local                  | Resultado | Visitante               | Estadio        | Fecha      | Hora    |
| ---------------------- | --------- | ----------------------- | -------------- | ---------- | ------- |
| San Lorenzo            | 3 - 0     | Gimnasia y Esgrima (LP) | Auxiliar       | 3 de abril | 14:00   |
| S.A.T.                 | 1 - 1     | Lanús                   | Camping Moreno | 3 de abril | 15:30   |
| Defensores de Belgrano | 2 - 2     | Racing                  | Juan Pasquale  | 3 de abril | 15:30   |
| Deportivo Español      | 2 - 3     | El Porvenir             | Nueva España   | 4 de abril | 15:30   |
| Zona B                 |           |                         |                |            |         |
| Local                  | Resultado | Visitante               | Estadio        | Fecha      | Hora    |
| Estudiantes (LP)       | 1 - 1     | Rosario Central         | Country Club   | 3 de abril | 15:00   |
| Independiente          | 2 - 0     | Excursionistas          | Villa Dominico | 3 de abril | 15:30   |
| River Plate            | 6 - 0     | Huracán                 | Auxiliar       | 4 de abril | 11:00   |
| Villa San Carlos       | 2 - 3     | Comunicaciones          | Auxiliar       | 4 de abril | 11:00   |
| Platense               | 1 - 2     | UAI Urquiza             | Auxiliar       | 4 de abril | 15:00   |
| Libre: Boca Juniors    |           |                         |                |            |         |

| Fecha 3                 | Fecha 3   | Fecha 3                | Fecha 3          | Fecha 3     | Fecha 3 |
| Zona A                  | Zona A    | Zona A                 | Zona A           | Zona A      | Zona A  |
| Local                   | Resultado | Visitante              | Estadio          | Fecha       | Hora    |
| ----------------------- | --------- | ---------------------- | ---------------- | ----------- | ------- |
| Lanús                   | 1 - 5     | San Lorenzo            | Valentín Alsina  | 17 de abril | 10:00   |
| Gimnasia y Esgrima (LP) | 3 - 2     | Deportivo Español      | Estancia Chica   | 18 de abril | 9:30    |
| Boca Juniors            | 5 - 1     | S.A.T.                 | Pedro Pompilio   | 18 de abril | 11:00   |
| El Porvenir             | 2 - 1     | Defensores de Belgrano | Gildo Ghersinich | 18 de abril | 15:30   |
| Zona B                  |           |                        |                  |             |         |
| Local                   | Resultado | Visitante              | Estadio          | Fecha       | Hora    |
| Comunicaciones          | 1 - 4     | Platense               | Auxiliar         | 17 de abril | 10:00   |
| UAI Urquiza             | 4 - 0     | Estudiantes (LP)       | Rancho Taxco     | 17 de abril | 11:00   |
| Excursionistas          | 1 - 0     | Villa San Carlos       | Excursionistas   | 17 de abril | 15:30   |
| Huracán                 | 2 - 2     | Independiente          | Roberto Larrosa  | 17 de abril | 16:00   |
| Rosario Central         | 0 - 3     | River Plate            | Ciudad Deportiva | 18 de abril | 15:00   |
| Libre: Racing           |           |                        |                  |             |         |

| Fecha 4                | Fecha 4   | Fecha 4                 | Fecha 4        | Fecha 4     | Fecha 4 |
| Zona A                 | Zona A    | Zona A                  | Zona A         | Zona A      | Zona A  |
| Local                  | Resultado | Visitante               | Estadio        | Fecha       | Hora    |
| ---------------------- | --------- | ----------------------- | -------------- | ----------- | ------- |
| Boca Juniors           | 6 - 0     | Lanús                   | Casa Amarilla  | 23 de abril | 15:00   |
| Deportivo Español      | 1 - 1     | San Lorenzo             | Nueva España   | 24 de abril | 10:00   |
| S.A.T.                 | 0 - 5     | Racing                  | Camping Moreno | 24 de abril | 15:00   |
| Defensores de Belgrano | 0 - 3     | Gimnasia y Esgrima (LP) | Juan Pasquale  | 25 de abril | 11:00   |
| Zona B                 |           |                         |                |             |         |
| Local                  | Resultado | Visitante               | Estadio        | Fecha       | Hora    |
| Villa San Carlos       | 0 - 2     | Huracán                 | Auxiliar       | 24 de abril | 11:00   |
| Independiente          | 0 - 1     | River Plate             | Villa Dominico | 24 de abril | 11:00   |
| Estudiantes (LP)       | 2 - 4     | Comunicaciones          | Country Club   | 25 de abril | 10:00   |
| UAI Urquiza            | 3 - 2     | Rosario Central         | Villa Lynch    | 25 de abril | 11:00   |
| Platense               | 3 - 2     | Excursionistas          | Auxiliar       | 25 de abril | 15:00   |
| Libre: El Porvenir     |           |                         |                |             |         |

| Fecha 5                        | Fecha 5   | Fecha 5                | Fecha 5             | Fecha 5     | Fecha 5 |
| Zona A                         | Zona A    | Zona A                 | Zona A              | Zona A      | Zona A  |
| Local                          | Resultado | Visitante              | Estadio             | Fecha       | Hora    |
| ------------------------------ | --------- | ---------------------- | ------------------- | ----------- | ------- |
| Lanús                          | 0 - 3     | Deportivo Español      | Valentín Alsina     | 30 de abril | 15:00   |
| San Lorenzo                    | 2 - 0     | Defensores de Belgrano | Ciudad Deportiva    | 2 de mayo   | 9:00    |
| El Porvenir                    | 1 - 0     | S.A.T.                 | El Porvenir         | 2 de mayo   | 15:30   |
| Racing                         | 1 - 1     | Boca Juniors           | Tita Mattiussi      | 4 de mayo   | 15:00   |
| Zona B                         |           |                        |                     |             |         |
| Local                          | Resultado | Visitante              | Estadio             | Fecha       | Hora    |
| River Plate                    | 7 - 1     | Villa San Carlos       | Auxiliar            | 30 de abril | 15:00   |
| Huracán                        | 2 - 1     | Platense               | Auxiliar            | 30 de abril | 15:30   |
| Comunicaciones                 | 0 - 4     | UAI Urquiza            | Auxiliar            | 2 de mayo   | 10:00   |
| Excursionistas                 | 1 - 3     | Estudiantes (LP)       | Excursionistas      | 2 de mayo   | 15:00   |
| Rosario Central                | 1 - 1     | Independiente          | Gigante de Arroyito | 3 de mayo   | 15:30   |
| Libre: Gimnasia y Esgrima (LP) |           |                        |                     |             |         |

| Fecha 6                | Fecha 6   | Fecha 6                 | Fecha 6                   | Fecha 6    | Fecha 6 |
| Zona A                 | Zona A    | Zona A                  | Zona A                    | Zona A     | Zona A  |
| Local                  | Resultado | Visitante               | Estadio                   | Fecha      | Hora    |
| ---------------------- | --------- | ----------------------- | ------------------------- | ---------- | ------- |
| Boca Juniors           | 3 - 0     | El Porvenir             | Casa Amarilla             | 8 de mayo  | 10:15   |
| S.A.T.                 | 0 - 1     | Gimnasia y Esgrima (LP) | Camping Moreno            | 8 de mayo  | 11:00   |
| Defensores de Belgrano | 1 - 1     | Deportivo Español       | Juan Pasquale             | 8 de mayo  | 15:30   |
| Racing                 | 2 - 3     | Lanús                   | Tita Mattiussi            | 10 de mayo | 15:00   |
| Zona B                 |           |                         |                           |            |         |
| Local                  | Resultado | Visitante               | Estadio                   | Fecha      | Hora    |
| Villa San Carlos       | 0 - 3     | Independiente           | Auxiliar                  | 8 de mayo  | 15:00   |
| Comunicaciones         | 1 - 6     | Rosario Central         | Auxiliar                  | 8 de mayo  | 15:30   |
| Estudiantes (LP)       | 3 - 3     | Huracán                 | City Bell                 | 9 de mayo  | 11:00   |
| Platense               | 0 - 6     | River Plate             | Auxiliar                  | 9 de mayo  | 11:00   |
| UAI Urquiza            | 5 - 0     | Excursionistas          | Monumental de Villa Lynch | 10 de mayo | 15:00   |
| Libre: San Lorenzo     |           |                         |                           |            |         |

| Fecha 7                  | Fecha 7   | Fecha 7                | Fecha 7                 | Fecha 7    | Fecha 7 |
| Zona A                   | Zona A    | Zona A                 | Zona A                  | Zona A     | Zona A  |
| Local                    | Resultado | Visitante              | Estadio                 | Fecha      | Hora    |
| ------------------------ | --------- | ---------------------- | ----------------------- | ---------- | ------- |
| San Lorenzo              | 1 - 0     | S.A.T.                 | Ciudad Deportiva        | 15 de mayo | 11:00   |
| Gimnasia y Esgrima (LP)  | 1 - 2     | Boca Juniors           | Estancia Chica          | 15 de mayo | 11:00   |
| El Porvenir              | 1 - 7     | Racing                 | Gildo Ghersinich        | 16 de mayo | 9:00    |
| Lanús                    | 1 - 1     | Defensores de Belgrano | Valentín Alsina         | 16 de mayo | 10:00   |
| Zona B                   |           |                        |                         |            |         |
| Local                    | Resultado | Visitante              | Estadio                 | Fecha      | Hora    |
| Independiente            | 1 - 2     | Platense               | Libertadores de América | 15 de mayo | 11:00   |
| River Plate              | 6 - 0     | Estudiantes (LP)       | Auxiliar                | 15 de mayo | 15:00   |
| Huracán                  | 0 - 1     | UAI Urquiza            | Roberto Larrosa         | 15 de mayo | 15:00   |
| Rosario Central          | 6 - 2     | Villa San Carlos       | Gigante de Arroyito     | 15 de mayo | 15:30   |
| Excursionistas           | 1 - 2     | Comunicaciones         | Excursionistas          | 16 de mayo | 11:00   |
| Libre: Deportivo Español |           |                        |                         |            |         |

| Fecha 8                       | Fecha 8   | Fecha 8                 | Fecha 8          | Fecha 8     | Fecha 8 |
| Zona A                        | Zona A    | Zona A                  | Zona A           | Zona A      | Zona A  |
| Local                         | Resultado | Visitante               | Estadio          | Fecha       | Hora    |
| ----------------------------- | --------- | ----------------------- | ---------------- | ----------- | ------- |
| Racing                        | 1 - 3     | Gimnasia y Esgrima (LP) | Tita Mattiussi   | 10 de junio | 14:30   |
| S.A.T.                        | 1 - 3     | Deportivo Español       | Camping Moreno   | 11 de junio | 15:00   |
| El Porvenir                   | 3 - 0     | Lanús                   | Gildo Ghersinich | 11 de junio | 15:30   |
| Boca Juniors                  | 1 - 1     | San Lorenzo             | Pedro Pompilio   | 22 de junio | 10:00   |
| Zona B                        |           |                         |                  |             |         |
| Local                         | Resultado | Visitante               | Estadio          | Fecha       | Hora    |
| Platense                      | 2 - 1     | Villa San Carlos        | Vicente López    | 9 de junio  | 15:00   |
| Estudiantes (LP)              | 0 - 3     | Independiente           | Country Club     | 10 de junio | 15:30   |
| Comunicaciones                | 1 - 4     | Huracán                 | Alfredo Ramos    | 11 de junio | 10:00   |
| Excursionistas                | 0 - 2     | Rosario Central         | Excursionistas   | 14 de junio | 15:30   |
| UAI Urquiza                   | 2 - 1     | River Plate             | Rancho Taxco     | 21 de junio | 14:30   |
| Libre: Defensores de Belgrano |           |                         |                  |             |         |

| Fecha 9                 | Fecha 9   | Fecha 9          | Fecha 9             | Fecha 9     | Fecha 9 |
| Zona A                  | Zona A    | Zona A           | Zona A              | Zona A      | Zona A  |
| Local                   | Resultado | Visitante        | Estadio             | Fecha       | Hora    |
| ----------------------- | --------- | ---------------- | ------------------- | ----------- | ------- |
| Deportivo Español       | 0 - 6     | Boca Juniors     | Nueva España        | 26 de junio | 10:00   |
| San Lorenzo             | 6 - 2     | Racing           | Auxiliar            | 26 de junio | 10:00   |
| Gimnasia y Esgrima (LP) | 4 - 4     | El Porvenir      | Estancia Chica      | 26 de junio | 10:00   |
| Defensores de Belgrano  | 0 - 1     | S.A.T.           | Juan Pasquale       | 26 de junio | 15:30   |
| Zona B                  |           |                  |                     |             |         |
| Local                   | Resultado | Visitante        | Estadio             | Fecha       | Hora    |
| Villa San Carlos        | 1 - 2     | Estudiantes (LP) | Genacio Sálice      | 26 de junio | 15:00   |
| Rosario Central         | 1 - 1     | Platense         | Gigante de Arroyito | 27 de junio | 10:00   |
| Independiente           | 1 - 4     | UAI Urquiza      | Villa Dominico      | 27 de junio | 10:00   |
| River Plate             | 3 - 1     | Comunicaciones   | Auxiliar            | 27 de junio | 10:00   |
| Huracán                 | 2 - 3     | Excursionistas   | Roberto Larrosa     | 27 de junio | 10:00   |
| Libre: Lanús            |           |                  |                     |             |         |

| 1. |

## Fase Final
|  | Cuartos de final   | Cuartos de final |             |              | Semifinales      | Semifinales      |  |              | Final       | Final       |  |
|  | 3 al 5 de julio    | 3 al 5 de julio  |             |              | 10 y 11 de julio | 10 y 11 de julio |  |              | 15 de julio | 15 de julio |  |
|  |                    |                  |             |              |                  |                  |  |              |             |             |  |
|  |                    |                  |             |              |                  |                  |  |              |             |             |  |
|  | Boca Juniors       | 3                |             |              |                  |                  |  |              |             |             |  |
|  | Boca Juniors       | 3                |             |              |                  |                  |  |              |             |             |  |
|  | Independiente      | 0                |             |              |                  |                  |  |              |             |             |  |
|  | Independiente      | 0                |             | Boca Juniors | 2 (3)            |                  |  |              |             |             |  |
|  |                    |                  |             | Boca Juniors | 2 (3)            |                  |  |              |             |             |  |
|  |                    |                  | River Plate | 2 (2)        |                  |                  |  |              |             |             |  |
|  | River Plate        | 5                | River Plate | 2 (2)        |                  |                  |  |              |             |             |  |
|  | River Plate        | 5                |             |              |                  |                  |  |              |             |             |  |
|  | Gimnasia y Esgrima | 1                |             |              |                  |                  |  |              |             |             |  |
|  | Gimnasia y Esgrima | 1                |             |              |                  |                  |  | Boca Juniors | 1 (2)       |             |  |
|  |                    |                  |             |              |                  |                  |  | Boca Juniors | 1 (2)       |             |  |
|  |                    |                  | San Lorenzo | 1 (3)        |                  |                  |  |              |             |             |  |
|  | UAI Urquiza        | 7                | San Lorenzo | 1 (3)        |                  |                  |  |              |             |             |  |
|  | UAI Urquiza        | 7                |             |              |                  |                  |  |              |             |             |  |
|  | El Porvenir        | 1                |             |              |                  |                  |  |              |             |             |  |
|  | El Porvenir        | 1                |             | UAI Urquiza  | 0                |                  |  |              |             |             |  |
|  |                    |                  |             | UAI Urquiza  | 0                |                  |  |              |             |             |  |
|  |                    |                  | San Lorenzo | 1            |                  |                  |  |              |             |             |  |
|  | San Lorenzo        | 2                | San Lorenzo | 1            |                  |                  |  |              |             |             |  |
|  | San Lorenzo        | 2                |             |              |                  |                  |  |              |             |             |  |
|  | Rosario Central    | 0                |             |              |                  |                  |  |              |             |             |  |
|  | Rosario Central    | 0                |             |              |                  |                  |  |              |             |             |  |
|  |                    |                  |             |              |                  |                  |  |              |             |             |  |

### Cuartos de final
- Todos los horarios en UTC-03:00.

| 3 de julio, 10:00 | River Plate                                              | 5:1 (4:0) | Gimnasia y Esgrima | Auxiliar Monumental,     |                          |
|                   | Lezcano 6' · Pereyra 15' · Morcillo 26' · Costa 32', 49' | Reporte   | Gissi 90+1'        | Árbitra: Bettina Cingari | Árbitra: Bettina Cingari |

| 4 de julio, 10:30 | San Lorenzo              | 2:0 (0:0) | Rosario Central | Ciudad Deportiva,              |                                |
|                   | Salazar 86' · Hain 90+2' | Reporte   |                 | Árbitra: María Laura Fortunato | Árbitra: María Laura Fortunato |

| 4 de julio, 13:30 | Boca Juniors                                  | 3:0 (2:0) | Independiente | Complejo Pedro Pompilio,       |                                |
|                   | Vallejos 11' · Gómez Ares 35' · Rodríguez 70' | Reporte   |               | Árbitra: María Estefanía Pinto | Árbitra: María Estefanía Pinto |

| 5 de julio, 14:10 | UAI Urquiza                                                         | 7:1 (2:1) | El Porvenir | Rancho Taxco,           |                         |
|                   | Masagli 30' · Primo 38', 59', 71' · Gramaglia 55', 80' · Ongaro 83' | Reporte   | Acuña 31'   | Árbitra: Estela Álvarez | Árbitra: Estela Álvarez |

### Semifinales
- Todos los horarios en UTC-03:00.

| 10 de julio, 14:00 | Boca Juniors                                   | 2:2 (1:1) (3:2 p.)         | River Plate                                              | Nuevo Francisco Urbano, Morón  |                                |
|                    | Ojeda 8' · Stabile 67'                         | Reporte                    | Pereyra 27' · Lezcano 52'                                | Árbitra: María Laura Fortunato | Árbitra: María Laura Fortunato |
|                    |                                                | Tiros desde el punto penal |                                                          |                                |                                |
|                    | Vallejos · Stabile · Huber · Ojeda · Rodríguez |                            | Pereyra · Morcillo · Del Trecco · Birizamberri · Lezcano |                                |                                |

| 11 de julio, 12:00 | UAI Urquiza | 0:1 (0:0) | San Lorenzo | Ciudad de Vicente López, Vicente López |                           |
|                    |             | Reporte   | Medina 86'  | Árbitra: Gabriela Coronel              | Árbitra: Gabriela Coronel |

### Final
- Todos los horarios en UTC-03:00.

| 15 de julio, 19:10 | Boca Juniors                                     | 1:1 (1:0) (2:3 p.)         | San Lorenzo                                | Nuevo Francisco Urbano, Morón |                          |
|                    | Troncoso 18'                                     | Reporte                    | Ramírez 90'                                | Árbitra: Salomé Di Iorio      | Árbitra: Salomé Di Iorio |
|                    |                                                  | Tiros desde el punto penal |                                            |                               |                          |
|                    | Stabile · Vallejos · Huber · Tórtolo · Rodríguez |                            | Medina · Ramírez · Hain · Molina · Puentes |                               |                          |

| 1          | POR        | Laurina Oliveros   | 90+5' |
| 3          | DEF        | Eliana Stábile     |       |
| 4          | DEF        | Julieta Cruz       |       |
| 5          | DEF        | Florencia Quiñones |       |
| 23         | DEF        | Miriam Mayorga     |       |
| 8          | MED        | Camila Gómez Ares  |       |
| 18         | MED        | Clarisa Huber      |       |
| 19         | MED        | Fabiana Vallejos   |       |
| 7          | DEL        | Carolina Troncoso  |       |
| 9          | DEL        | Andrea Ojeda       | 90+3' |
| 11         | DEL        | Yamila Rodríguez   |       |
| Entrenador | Entrenador | Christian Meloni   |       |

| 12         | POR        | Alicia Bobadilla  |     |
| 2          | DEF        | Giselle Vidal     |     |
| 4          | DEF        | Cecilia López     |     |
| 6          | DEF        | Sindy Ramírez     |     |
| 7          | DEF        | Florencia Coronel | 68' |
| 5          | MED        | Naila Imbachi     |     |
| 8          | MED        | Maricel Pereyra   | 82' |
| 10         | MED        | Eliana Medina     |     |
| 11         | DEL        | Débora Molina     |     |
| 17         | DEL        | Macarena Sánchez  | 45' |
| 25         | DEL        | Sabina Coronel    | 45' |
| Entrenador | Entrenador | Nicolás Basualdo  |     |

| 13 | DEL | Estefanía Palomar | 90+3' |
| 22 | POR | Dulce Tórtolo     | 90+5' |

| 20 | DEL | Nicole Hain       | 45'     |
| 22 | MED | Rocío Vázquez     | 45'     |
| 3  | DEF | Milagros Vargas   | 68' 75' |
| 18 | DEF | Karen Puentes     | 75'     |
| 28 | DEF | Florencia Salazar | 82'     |

| Anotado | 18' | Carolina Troncoso | 1–0 |

| Anotado | 90' | Sindy Ramírez | 1–1 |

| Eliana Stabile   | Acierto de penal | 1:0 |                  |               |
|                  |                  | 1:1 | Acierto de penal | Eliana Medina |
| Fabiana Vallejos | Fallo de penal   | 1:1 |                  |               |
|                  |                  | 1:2 | Acierto de penal | Sindy Ramírez |
| Clarisa Huber    | Fallo de penal   | 1:2 |                  |               |
|                  |                  | 1:2 | Fallo de penal   | Nicole Hain   |
| Dulce Tórtolo    | Acierto de penal | 2:2 |                  |               |
|                  |                  | 2:2 | Fallo de penal   | Débora Molina |
| Yamila Rodríguez | Fallo de penal   | 2:2 |                  |               |
|                  |                  | 2:3 | Acierto de penal | Karen Puentes |

| Amonestado | 57' | Camila Gómez Ares |
| Amonestado | 68' | Clarisa Huber     |

| Amonestado | 32' | Débora Molina    |
| Amonestado | 44' | Macarena Sánchez |
| Amonestado | 60' | Nicole Hain      |
| Amonestado | 74' | Alicia Bobadilla |

| Árbitra             | Salomé Di Iorio              |
| Árbitras asistentes | Antonella Álvarez de Olivera |
| Árbitras asistentes | Daniela Lanzafame            |
| Cuarta árbitra      | Roberta Echeverría           |

| 1          | POR        | Laurina Oliveros   | 90+5' |
| 3          | DEF        | Eliana Stábile     |       |
| 4          | DEF        | Julieta Cruz       |       |
| 5          | DEF        | Florencia Quiñones |       |
| 23         | DEF        | Miriam Mayorga     |       |
| 8          | MED        | Camila Gómez Ares  |       |
| 18         | MED        | Clarisa Huber      |       |
| 19         | MED        | Fabiana Vallejos   |       |
| 7          | DEL        | Carolina Troncoso  |       |
| 9          | DEL        | Andrea Ojeda       | 90+3' |
| 11         | DEL        | Yamila Rodríguez   |       |
| Entrenador | Entrenador | Christian Meloni   |       |

| 12         | POR        | Alicia Bobadilla  |     |
| 2          | DEF        | Giselle Vidal     |     |
| 4          | DEF        | Cecilia López     |     |
| 6          | DEF        | Sindy Ramírez     |     |
| 7          | DEF        | Florencia Coronel | 68' |
| 5          | MED        | Naila Imbachi     |     |
| 8          | MED        | Maricel Pereyra   | 82' |
| 10         | MED        | Eliana Medina     |     |
| 11         | DEL        | Débora Molina     |     |
| 17         | DEL        | Macarena Sánchez  | 45' |
| 25         | DEL        | Sabina Coronel    | 45' |
| Entrenador | Entrenador | Nicolás Basualdo  |     |

| 13 | DEL | Estefanía Palomar | 90+3' |
| 22 | POR | Dulce Tórtolo     | 90+5' |

| 20 | DEL | Nicole Hain       | 45'     |
| 22 | MED | Rocío Vázquez     | 45'     |
| 3  | DEF | Milagros Vargas   | 68' 75' |
| 18 | DEF | Karen Puentes     | 75'     |
| 28 | DEF | Florencia Salazar | 82'     |

| Anotado | 18' | Carolina Troncoso | 1–0 |

| Anotado | 90' | Sindy Ramírez | 1–1 |

| Eliana Stabile   | Acierto de penal | 1:0 |                  |               |
|                  |                  | 1:1 | Acierto de penal | Eliana Medina |
| Fabiana Vallejos | Fallo de penal   | 1:1 |                  |               |
|                  |                  | 1:2 | Acierto de penal | Sindy Ramírez |
| Clarisa Huber    | Fallo de penal   | 1:2 |                  |               |
|                  |                  | 1:2 | Fallo de penal   | Nicole Hain   |
| Dulce Tórtolo    | Acierto de penal | 2:2 |                  |               |
|                  |                  | 2:2 | Fallo de penal   | Débora Molina |
| Yamila Rodríguez | Fallo de penal   | 2:2 |                  |               |
|                  |                  | 2:3 | Acierto de penal | Karen Puentes |

| Amonestado | 57' | Camila Gómez Ares |
| Amonestado | 68' | Clarisa Huber     |

| Amonestado | 32' | Débora Molina    |
| Amonestado | 44' | Macarena Sánchez |
| Amonestado | 60' | Nicole Hain      |
| Amonestado | 74' | Alicia Bobadilla |

| Árbitra             | Salomé Di Iorio              |
| Árbitras asistentes | Antonella Álvarez de Olivera |
| Árbitras asistentes | Daniela Lanzafame            |
| Cuarta árbitra      | Roberta Echeverría           |

| Campeón                |
| San Lorenzo 3.º título |

## Goleadoras
| Jugadora              | Equipo          | Goles |
| --------------------- | --------------- | ----- |
| Yazmín Acuña          | El Porvenir     | 9     |
| Yamila Rodríguez      | Boca Juniors    | 9     |
| Lourdes Lezcano       | River Plate     | 9     |
| Débora Molina         | San Lorenzo     | 9     |
| Carolina Birizamberri | River Plate     | 9     |
| Andrea Ojeda          | Boca Juniors    | 8     |
| Rocío Bueno           | Racing Club     | 7     |
| Erica Lonigro         | Rosario Central | 7     |
| Mercedes Pereyra      | River Plate     | 7     |

### Tres goles o más
| Jugadora              | Club              | Local           | Resultado | Visita            | Goles                       | Fecha            |
| --------------------- | ----------------- | --------------- | --------- | ----------------- | --------------------------- | ---------------- |
| María Luz Hernández   | Platense          | Comunicaciones  | 1 - 4     | Platense          | Anotado · Anotado · Anotado | Fecha 3          |
| Julieta Lema          | Estudiantes       | Excursionistas  | 1 - 3     | Estudiantes       | Anotado · Anotado · Anotado | Fecha 5          |
| Carolina Birizamberri | River Plate       | Platense        | 0 - 6     | River Plate       | Anotado · Anotado · Anotado | Fecha 6          |
| Erica Lonigro         | Rosario Central   | Rosario Central | 6 - 2     | Villa San Carlos  | Anotado · Anotado · Anotado | Fecha 7          |
| Laura Romero          | Deportivo Español | S.A.T.          | 1 - 3     | Deportivo Español | Anotado · Anotado · Anotado | Fecha 8          |
| Catalina Primo        | UAI Urquiza       | UAI Urquiza     | 7 - 1     | El Porvenir       | Anotado · Anotado · Anotado | Cuartos de final |